# Easy A
Easy A (Rumores y mentiras en España y Se dice de mí en Hispanoamérica) es una película estadounidense de comedia cine dirigida por Will Gluck, escrito por Bert V. Royal y protagonizada por Emma Stone, Stanley Tucci, Patricia Clarkson, Thomas Haden Church, Dan Byrd, Amanda Bynes, Penn Badgley, Cam Gigandet, Lisa Kudrow y Aly Michalka. El guion fue parcialmente inspirado por la novela The Scarlet Letter de Nathaniel Hawthorne.
Filmada en los estudios Screen Gems y en Ojai, California, la película fue lanzada el 17 de septiembre de 2010, recibió críticas muy positivas y recaudó $75 millones en todo el mundo.

## Argumento
La estudiante de secundaria Olive Penderghast (Emma Stone) miente a su amiga Rhiannon (Alyson Michalka) diciéndole que tuvo una cita con un estudiante universitario y que perdió su virginidad con él. Sin embargo, la conversación es escuchada por la presidenta del grupo cristiano de la escuela, Marianne (Amanda Bynes). El rumor se extiende rápidamente por toda la escuela, por lo que Olive decide aprovechar su nueva reputación para ayudar a su amigo homosexual Brandon (Dan Byrd). Olive finge tener relaciones con él durante una fiesta para ganar el respeto de los demás estudiantes y así no ser abusado por sus compañeros homófobos, logrando su cometido.
Al saber esto, Rhiannon llama a Olive y la acusa de ser una especie de prostituta escolar, explicándole que el que haya perdido la virginidad no indica que tenga que acostarse con todos los chicos de la escuela. Olive, enfurecida, decide satisfacerla a ella y a todos los que piensan eso. Para ello, compra lencería y la modifica para utilizarla «apropiadamente» en la escuela. Olive decide aprovecharse de los rumores y cose una «A» roja en su ropa en referencia a Hester Prynne, la protagonista de La letra escarlata, la novela que están estudiando en su clase de literatura y que ella tomó seriamente debido a su profesor, el Sr. Griffith (Thomas Haden Church).
La personalidad de Olive hacia los demás cambia, tratando mal a Rhiannon, terminando con su amistad. Posteriormente, varios estudiantes poco populares descubren lo que Olive hizo por Brandon y le piden que haga lo mismo con ellos con la esperanza de ganar reputación. Olive les cobra y les permite decir a todos que tuvieron relaciones con ella. Esto enfurece a Marianne, que ha intentado varias veces mejorar la conducta de los estudiantes imponiendo sus convicciones. Cuando se descubre que el novio de Marianne tiene clamidia, este culpa a Olive, con tal de ocultar a la verdadera responsable: La consejera de la secundaria y esposa del Sr. Griffith (Lisa Kudrow). Olive acuerda mantener la mentira para que a ella no la despidan. Con este nuevo rumor y el odio del grupo cristiano agudizado, el glamour y su popularidad se deterioran rápidamente.
No era gran cosa para ella hasta que el chico que a Rhiannon le gusta, Anson (Jake Sandvig), la trata realmente como una prostituta. Aquí, Olive reconecta con Todd (Penn Badgley), el chico que le gustaba en primaria, quien dice no creer los rumores, pues ella acordó fingir que se besaron cuando él aún tenía miedo de recibir su primer beso.
Al darse cuenta de la mala reputación que había conseguido y tras una charla con su madre, Olive trata de recuperar su buena reputación, por lo que decide desmantelar la gran mentira que se ha desatado sobre la base de los rumores y su mala conducta.
Durante una junta en el gimnasio de la secundaria, Olive realiza un número de baile, anunciando a todo el mundo que haría una «transmisión especial» vía cámara web esa noche. Allí lo confiesa todo. Le envía un mensaje a Rhiannon disculpándose por mentir. Antes de terminar, Todd la visita; entonces, Olive confiesa cuánto él le gusta y que posiblemente pierda su virginidad con él o no, pero que pase lo que pase, a ninguno de ellos les incumbe. Olive termina la transmisión y se va con Todd.

## Elenco y personajes
- Emma Stone como Olive Penderghast.
  - Juliette Goglia como Olive (13 años).
- Penn Badgley como "Woodchuck" Todd.
  - Braeden Lemasters como Todd (13 años).
- Amanda Bynes como Marianne Bryant.
- Dan Byrd como Brandon.
- Alyson Michalka como Rhiannon Abernathy.
- Thomas Haden Church como el Sr. Griffith.
- Lisa Kudrow como Sra. Griffith.
- Patricia Clarkson como Rosemary Penderghast.
- Stanley Tucci como Dill Penderghast.
- Cam Gigandet como Micah.
- Malcolm McDowell como el director Gibbons.
- Mahaley Manning como Nina Howell.
- Jake Sandvig como Ansonpene.
- Bryce Clyde Jenkins como Chip Penderghast.
- Johanna Braddy como Melody Bostic.
- Fred Armisen como el Pastor Bryant.
- Stacey Travis como la Sra. Bryant.
- Max Crumm como Pontius.
- Lalaine como la chica chismosa.

## Banda sonora
La banda sonora fue estrenada por Madison Gate Records el 14 de septiembre de 2010, y está disponible vía iTunes. Contiene canciones de Jessie J, Lenka, Natasha Bedingfield, Kardinal Offishall, y Cary Brothers. Otras canciones del film pero no en el álbum como OneRepublic, The Dollyrots, Death Cab for Cutie, y The Pussycat Dolls.

| N.º | Título                                      | Música                  | Duración |  |
| 1.  | «Change of Seasons»                         | Sweet Thing             | 3:46     |  |
| 2.  | «Bad Before Good»                           | Day One                 | 3:50     |  |
| 3.  | «Trouble Is a Friend»                       | Lenka                   | 3:37     |  |
| 4.  | «If You Were Here»                          | Cary Brothers           | 3:49     |  |
| 5.  | «15 Minutes»                                | The Yeah You's          | 3:30     |  |
| 6.  | «Cupid Shoot Me»                            | Remi Nicole             | 3:43     |  |
| 7.  | «Satellite»                                 | Kram                    | 3:06     |  |
| 8.  | «Don't You (Forget About Me)»               | AM                      | 4:23     |  |
| 9.  | «We Go Together»                            | I Heart Homework        | 3:17     |  |
| 10. | «Numba 1 (Tide Is High)»                    | Kardinal Offishall      | 3:42     |  |
| 11. | «Perfect Picture»                           | Carlos Bertonatti       | 3:06     |  |
| 12. | «The Wolf»                                  | Miniature Tigers        | 2:35     |  |
| 13. | «Sexy Silk»                                 | Jessie J                | 2:43     |  |
| 14. | «When Life Gives Me Lemons I Make Lemonade» | The Boy Least Likely To | 3:42     |  |
| 15. | «Pocketful of Sunshine»                     | Natasha Bedingfield     | 3:24     |  |
| 16. | «Don't You (Forget About Me)»               | Simple Minds            | 4:23     |  |

## Recepción

### Taquilla
El filme se estrenó en la posición número 2 de recaudación detrás de The Town con $17,7 millones. La película recaudó $58 401 464 en los Estados Unidos y $74 459 232 a nivel mundial.

### Crítica
La película recibió críticas generalmente positivas. Rotten Tomatoes reportó que 85% de los críticos le dieron reseñas positivas al filme, basado en 171 críticas con un puntaje promedio de 7/10. Metacritic reportó un puntaje de 72 de 100 basado en 35 críticas. El crítico de cine Roger Ebert 3,5 de 4 estrellas al filme, diciendo que Easy A es «una comedia divertida y cautivante que toma a la conocida pero subestimada Emma Stone y la convierte, en mi opinión, en una estrella». Otro agregador de reseñas, Metacritic, asignó a la película un puntaje promedio ponderado de 72 sobre 100, basado en 35 críticos, lo que indica "críticas generalmente favorables". Las audiencias encuestadas por CinemaScore le dieron a la película una calificación promedio de "A–" en una escala de A + a F.
Crítico de cine del Chicago Sun-Times Roger Ebert le dio a la película tres estrellas y media de cuatro, escribiendo: Easy A ofrece un intrigante término medio al absoluto de la abstinencia sexual: no te acuestes con nadie, pero di que lo hiciste. una comedia divertida y atractiva que toma a la familiar pero subestimada Emma Stone y la convierte, creo, en una estrella". Richard Corliss, de la revista Time, nombró la actuación de Emma Stone como una de las diez mejores interpretaciones cinematográficas de 2010, y escribió que "Stone aporta una madurez ganadora y un don para hacer que los diálogos atrevidos suenen naturales. Esta joven de 22 años es una actriz y personalidad - una estrella - alrededor de la cual Hollywood podría construir algunas películas bastante buenas". Us Weekly le dio a la película dos estrellas y media de cuatro; el elogió a Stone, afirmando que "Con su voz ronca y cabello ardiente, Stone es espectacular, haciéndose eco de la primera Lindsay Lohan", pero también agregó que "la historia es fina y las risas escasas".